# Cockeraga River
Der Cockeraga River ist ein Fluss in der Region Pilbara im Nordwesten des australischen Bundesstaates Western Australia.

## Geografie

### Verlauf
Der Fluss entspringt auf dem Kamm der Chichester Range, rund 20 Kilometer östlich der Siedlung Mulga Downs. Er fließt in nördlicher Richtung durch die Yandeyarra Reserve der Aborigines und mündet am Nordrand der Mungaroona Range, etwa 20 Kilometer westlich der Siedlung White Springs in den Yule River.
Die meiste Zeit des Jahres führt der Fluss kein Wasser, lediglich in der Regenzeit ist Wasser im Flussbett zu sehen.

### Nebenflüsse mit Mündungshöhen
- West Yule River – 225 m
- Hope Creek – 225 m
- Beabea Creek – 201 m[1]

### Durchflossene Seen
Auf seinem Weg zur Küste durchfließt der Cockeraga River einen Pool, der den größten Teil des Jahres mit Wasser gefüllt ist:
- Cangan Pool – 220 m[1]